# Sempolan
Sempolan is een bestuurslaag in het regentschap Jember van de provincie Oost-Java, Indonesië. Sempolan telt 8889 inwoners (volkstelling 2010).